# Die Gesetze der Gewinner
Die Gesetze der Gewinner ist ein Selbstoptimier-Buch des deutschen Autors und Redners Bodo Schäfer aus dem Jahr 2001, das erstmals im Verlag Frankfurter Allgemeine Buch erschien. Es beschreibt 30 Strategien mit Denk-, Herangehens- und Handlungsweisen, um persönlichen und beruflichen Erfolg zu fördern.
Das Buch wurde ein Best- und Longseller, häufig rezensiert und in mehr als ein Dutzend Sprachen übersetzt. Zuletzt hatte es im Jahr 2018 einstellige Chart-Platzierungen in den etablierten Bestsellerlisten. Die Taschenbuchausgabe trägt den Titel Die Gesetze der Gewinner: Erfolg und ein erfülltes Leben.

## Rezeption
Im Jahre 2002 stand das Buch auf der Bestsellerliste des Manager Magazins auf Platz 6. Horst Teltschik charakterisiert das Buch als „einen überzeugenden Leitfaden für den erfolgreichen Menschen“.
Auch viele Jahre nach der Veröffentlichung wird das Buch in Medien und in den Social Media immer wieder aufgegriffen und meist empfohlen. Der Autor und Journalist Rainer Zitelmann bezeichnete das Buch 2016 als „sehr empfehlenswert“.
Zuletzt war das Buch im Jahr 2018 in Bestsellerlisten und wurde – unter dem Aspekt dieser langen Zeitspanne – erneut besprochen.